# Dario Dómene
Dario Cristian Dómene (Córdoba, Córdoba, 22 de marzo de 1970) es un exfutbolista argentino que jugaba como defensor.

## Trayectoria

### Instituto
Dómene debutó con la camiseta de Instituto en 1989. Jugó en la gloria hasta 1992.

### Racing de Córdoba
En 1993 pasó al clásico rival de Instituto,Racing. En la academia cordobesa tuvo un breve paso.

### Gimnasia de Jujuy
En 1993 llegó a Gimnasia de Jujuy. En 1994 se coronó campeón de la B Nacional y obtuvo el ascenso a Primera División. Jugó en el lobo hasta 1996.

### Atlético Tucumán
De cara a la temporada 1996/97 se mudó a San Miguel de Tucumán y se sumó a Atlético Tucumán.

## Clubes
| Club              | País      |
| ----------------- | --------- |
| Instituto         | Argentina |
| Racing de Córdoba | Argentina |
| Gimnasia de Jujuy | Argentina |
| Atlético Tucumán  | Argentina |

## Palmarés
| Título     | Equipo            | País      | Año     |
| ---------- | ----------------- | --------- | ------- |
| B Nacional | Gimnasia de Jujuy | Argentina | 1993/94 |